# Divisão Kharlamov
A Divisão  Kharlamov é uma divisão da Liga Continental de Hóquei, parte da conferência leste. Ela existe desde a segunda temporada e é formada por sete clubes. Seu nome é uma homenagem ao ex-jogador de hóquei russo Valeri Kharlamov.

## Divisão alinhamento
Clubes atuais da Divisão  Kharlamov:
- Ak Bars Kazan
- Avtomobilist Yekaterinburg
- Lada Tolyatti
- Metallurg Magnitogorsk
- Neftekhimik Nizhnekamsk
- Traktor Chelyabinsk
- Yugra Khanty-Mansiysk

## Campeões da divisão
- 2016:  Metallurg Magnitogorsk (103 pontos)
- 2015:  Ak Bars Kazan (120 pontos)
- 2014:  Metallurg Magnitogorsk (108 pontos)
- 2013:  Ak Bars Kazan (104 pontos)
- 2012:  Traktor Chelyabinsk (114 pontos)
- 2011:  Ak Bars Kazan (105 pont0s)
- 2010:  Metallurg Magnitogorsk (115 pontos)
- 2009:  Lokomotiv Yaroslavl (111 pontos)

## Campeões da Copa Gagarin
- 2014:  Metallurg Magnitogorsk
- 2010:  Ak Bars Kazan